# Sigird
Sigrid Solbakk Raabe (sinh vào ngày 5 tháng 9 năm 1996) là ca sĩ kiêm nhạc sĩ người Nauy
Sigrid Solbakk Raabe (Sinh ngày 5 tháng 9 năm 1996) là ca sĩ kiêm nhạc sĩ người Na Uy. Vào năm 2017, cô cho ra mắt EP Don't Kill My Vibe, và sau đó cô thắng giải BBC Music Sound of 2018. Nối tiếp đó đĩa đơn "Strangers" của cô đã lọt vào top 10 Bảng xếp hạng đĩa đơn hay nhất ở Anh. Vào tháng 3 năm 2019, cô phát hành album đầu tay của mình Sucker Punch, và nó lần lượt đứng đầu các bảng xếp hạng ở Na Uy và đứng thứ 4 ở  Bảng xếp hạng album ở Anh.

## Thời niên thiếu
Sigrid Solbakk Raabe được sinh ra ở Ålesund vào ngày 5 tháng 9 năm 1996. Cha của cô là Håkon Raabe và mẹ Anette Sølberg Solbakk. Cô có một người anh, Tellef Raabe (cũng là nhạc sĩ), và người chị cả, Johanne. Suốt thời thơ ấu đấy, cô đã được truyền 1 niềm cảm hứng âm nhạc rất lớn bởi Adele, Joni Mitchell, và Neil Young; nhưng thật ra cô lại có dự định trở thành giáo viên hoặc là luật sư vào lúc còn đi học chứ chưa bao giờ nghĩ đến việc bắt đầu sự nghiệp ca hát. vào năm cô 17 tuổi (2013), Cô và Johanne thành lập một ban nhạc gọi là Sala Says Mhyp, được đặt tên theo con mèo của họ, Sala.

## Sự nghiệp ca nhạc

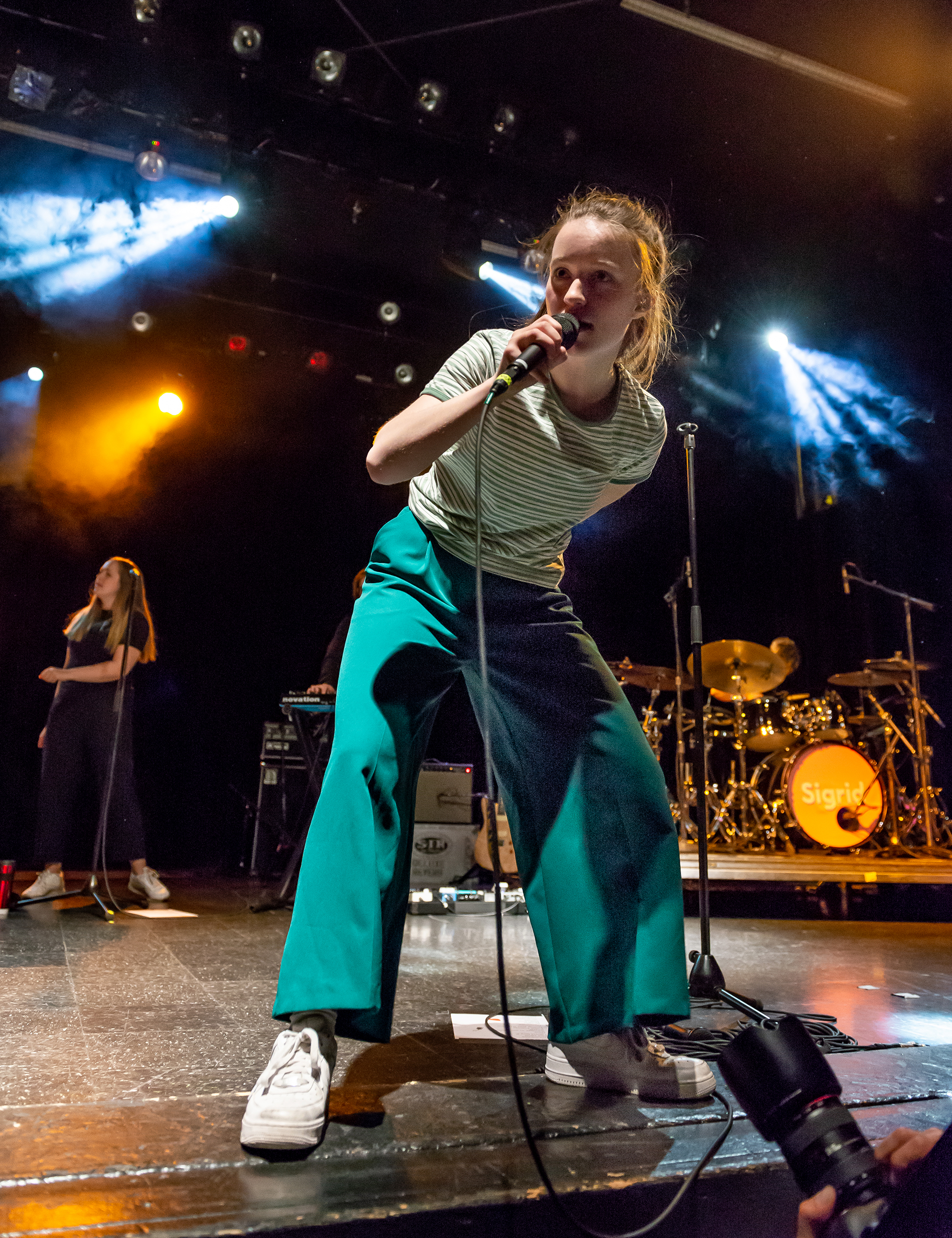
Sigrid biểu diễn vào tháng 4 năm 2018

Sigrid bắt đầu sự nghiệp của cô vào năm 2013 khi ra mắt đĩa đầu tay, "Sun". Đĩa đơn này nhanh chóng trở nên phổ biến ở Nauy và trở thành 1 bước đột phá mới trong sữ nghiệp của Sigrid. Vào nhưng năm tiếp theo cô đăng ký với hãng thu âm Petroleum Records, và bắt đầu biểu diễn ở 1 vài lễ hội âm nhạc nhỏ như Øyafestivalen.

Vào năm 2016, Sigrid ký hợp đồng với hãng thu âm Island Records. Và phát hành đĩa đơn "Don't Kill My Vibe" với hãng đĩa Island vào 2017. Bảng EP đã gặt hái được nhiều thành công vang dội ở toàn cầu  khi nó lần lượt công phá các bảng xếp hạng ở Na Uy, Úc, và Anh. Sigrid còn tham gia biểu diễn ở Park Stage tại Lễ hội âm nhạc Glastonbury. Cô cũng đã đóng góp vào soundtrack của tựa game The Sims 4: Parenthood với phiên bản Simlish của bài hát "Don't Kill My Vibe". Vào ngày 5 tháng 5 năm 2017, Sigrid cho ra mắt bản mở rộng EP của "Don't Kill My Vibe", đồng thời cũng chính là tên của bản mở rộng này..Vào tháng 8 năm 2017, Sigrid có một suất biểu diễn tại Lễ hội Reading Festival 

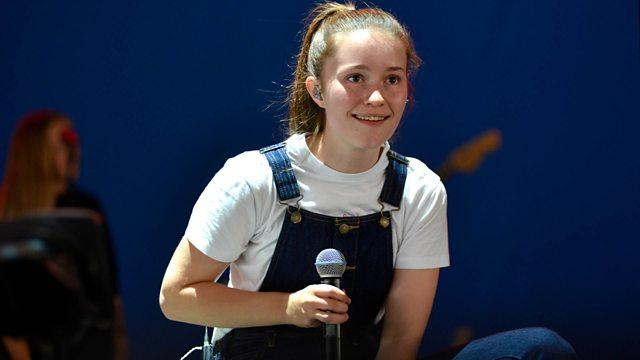
Sigrid biểu diện tại lệ hội Reeding and Leeds

. Cô cũng góp giọng trong nhạc phim Justice League soundtrack, khi thực hiện bản cover bài hát kinh điển Everybody Knows (của Leonard Cohen's vào năm 1988). Vào năm 2018, Sigrid đã thắng giải Bài hát của năm 2018 của BBC..Vào ngày 10 tháng 2 năm 2018, Cô đã được mời làm khách mời trong 1 tập của chương trình The Playlist của CBBC. Cùng tháng đó, Sigrid đạt giải thưởng Nghệ sĩ mới của năm tại Spellemannprisen. Và tiếp theo đó cô thông báo trên Twitter rằng cô sẽ phát hành ca khúc mới mang tên là  "Schedules" vào ngày 11 tháng 7 năm 2018. Ca khúc này là 1 phần trong bảng mở rộng thứ hai của cô có tựa đề là Raw.
Vào tháng 11 năm 2018, Sigrid album đầu tay của cô Sucker Punch sẽ được ra mắt với thính giả vào ngày 8 tháng 3 năm 2019. Album bao gồm 12, bao gồm 5 bài hát đã được phát hành trước. Vào năm 2019, Sigrid bắt đầu đi lưu diễn với ban nhạc đến từ Mỹ Maroon 5, chuyến lưu diễn mang tên Red Pill Blues Tour ở châu Âu. Cô cũng đi hỗ trợ cùng cho George Ezra trong chuyến lưu diễn khắp nước Anh. Vào cuối năm 2019, Sigrid tham gia vào chuyến lưu diễn xuyên suốt từ châu Âu đến Bắc Mỹ để giới thiệu cho album mới ra mắt "Sucker Punch". Sigrid cũng góp giọng vào bài hát "Home to You" nhạc phim của bộ phim Kẻ du hành trên mây.

## Các chuyến lưu diễn
Chính
- Vương quốc Anh & Ai-len (2018)
- Châu Âu (Tháng 11 năm 2018)
- Chuyến lưu diễn Sucker Punch (Mỹ 2019)
- Vương quốc Anh & Châu Âu (2019)

Hỗ trợ
- Oh Wonder - European Ultralife (2017)
- George Ezra – UK Arena  (2019)
- Maroon 5 – Red Pill Blues (2019)

### Albums
| Tên album    | Chi tiết | Hạng cao nhất trên bảng xếp hạng | Hạng cao nhất trên bảng xếp hạng | Hạng cao nhất trên bảng xếp hạng | Hạng cao nhất trên bảng xếp hạng | Hạng cao nhất trên bảng xếp hạng | Hạng cao nhất trên bảng xếp hạng | Hạng cao nhất trên bảng xếp hạng | Hạng cao nhất trên bảng xếp hạng | Hạng cao nhất trên bảng xếp hạng | Hạng cao nhất trên bảng xếp hạng | Chứng nhận |
| Tên album    | Chi tiết | Na Uy                            | Úc                               | Áo                               | Bỉ (FL)                          | Đức                              | Ireland                          | Scottland                        | Thụy Điển                        | Thụy Sĩ                          | Anh                              | Chứng nhận |
| ------------ | --- | -------------------------------- | -------------------------------- | -------------------------------- | -------------------------------- | -------------------------------- | -------------------------------- | -------------------------------- | -------------------------------- | -------------------------------- | -------------------------------- | ---------- |
| Sucker Punch | - Phát hành: ngày 8 tháng 3 năm 2019 - Hãng thu âm: Island - Hình thức: Đĩa CD, Băng Cassette, Đĩa than, Tải trực tuyến | 1                                | 84                               | 51                               | 34                               | 63                               | 4                                | 4                                | 57                               | 54                               | 4                                | - BPI: Bạc |

### Bản mở rộng
| Tên                | Chi tiết                                                                                                  | Vị trí cao nhất trên bảng xếp hạng |
| Tên                | Chi tiết                                                                                                  | US Heat                            |
| ------------------ | --- | ---------------------------------- |
| Don't Kill My Vibe | - Phát hành:ngày 5 tháng 5 năm 2017 - Hãng thu âm: Island - Hình thức: Tải trực tuyến, Đĩa than           | 19                                 |
| Raw                | - Phát hành: ngày 11 tháng 7 năm 2018 - Hãng thu âm: Island - Hình thức: Đĩa CD, Đĩa than, Tải trực tuyến | —                                  |

### Nghệ sĩ chính
| Tên                                                          | Năm ra mắt | Vị trí cao nhất trên bảng xếp hạng | Vị trí cao nhất trên bảng xếp hạng | Vị trí cao nhất trên bảng xếp hạng | Vị trí cao nhất trên bảng xếp hạng | Vị trí cao nhất trên bảng xếp hạng | Vị trí cao nhất trên bảng xếp hạng | Vị trí cao nhất trên bảng xếp hạng | Vị trí cao nhất trên bảng xếp hạng | Chứng nhận                           | Album                              |
| Tên                                                          | Năm ra mắt | Na Uy                              | Áo                                 | Bỉ (FL) Tip                        | Bỉ (WA) Tip                        | Ai-len                             | Scôt-len                           | Anh                                | Mỹ Dance                           | Chứng nhận                           | Album                              |
| ------------------------------------------------------------ | ---------- | ---------------------------------- | ---------------------------------- | ---------------------------------- | ---------------------------------- | ---------------------------------- | ---------------------------------- | ---------------------------------- | ---------------------------------- | ------------------------------------ | ---------------------------------- |
| "Don't Kill My Vibe"                                         | 2017       | 28                                 | 80                                 | —                                  | —                                  | —                                  | 20                                 | 62                                 | —                                  | - IFPI NOR: 2× Bạch Kim - BPI: Bạc   | Don't Kill My Vibe và Sucker Punch |
| "Plot Twist"                                                 | 2017       | —                                  | —                                  | 44                                 | —                                  | —                                  | —                                  | —                                  | —                                  | - IFPI NOR: Vàng                     | Don't Kill My Vibe                 |
| "Strangers"                                                  | 2017       | 6                                  | —                                  | 25                                 | 16                                 | 7                                  | 1                                  | 10                                 | —                                  | - IFPI NOR: Bạch kim - BPI: Bạch kim | Sucker Punch                       |
| "Raw"                                                        | 2018       | —                                  | —                                  | —                                  | —                                  | —                                  | —                                  | —                                  | —                                  |                                      | Raw                                |
| "High Five"                                                  | 2018       | —                                  | —                                  | 35                                 | —                                  | 61                                 | 29                                 | 59                                 | —                                  | - BPI: Vàng                          | Raw                                |
| "Schedules"                                                  | 2018       | —                                  | —                                  | —                                  | —                                  | —                                  | —                                  | —                                  | —                                  |                                      | Raw                                |
| "Sucker Punch"                                               | 2018       | 12                                 | —                                  | —                                  | 14                                 | 96                                 | 59                                 | —                                  | —                                  |                                      | Sucker Punch                       |
| "Don't Feel Like Crying"                                     | 2019       | 22                                 | —                                  | —                                  | —                                  | 16                                 | 12                                 | 13                                 | 8                                  | - BPI: Vàng                          | Sucker Punch                       |
| "Mine Right Now"                                             | 2019       | 40                                 | —                                  | —                                  | —                                  | —                                  | —                                  | —                                  | —                                  |                                      | Sucker Punch                       |
| "Home To You"                                                | 2019       | —                                  | —                                  | —                                  | —                                  | —                                  | —                                  | —                                  | —                                  |                                      | Kẻ du hành trên mây (phim)         |
| "—" Không được ra mắt / không có thứ hạng tại bảng xếp hạng. |            |                                    |                                    |                                    |                                    |                                    |                                    |                                    |                                    |                                      |                                    |

#### Với tư cách nghệ sĩ hát cùng
| Tên                                                                              | Năm phát hành | Vị trí cao nhất trên bảng xếp hạng | Album            |
| Tên                                                                              | Năm phát hành | UK                                 | Album            |
| -------------------------------------------------------------------------------- | ------------- | ---------------------------------- | ---------------- |
| "Times Like These" (Là 1 phần của buổi biểu diễn trực tiếp Live Lounge Allstars) | 2020          | 5                                  | Non-album single |

#### Đĩa đơn quảng bá
| Tên                    | Year | Vị trí cao nhất trên bảng xếp | Album                             |
| Tên                    | Year | NOR                           | Album                             |
| ---------------------- | ---- | ----------------------------- | --------------------------------- |
| "Sun"                  | 2013 | —                             | Non-album singles                 |
| "Two Fish"             | 2013 | —                             | Non-album singles                 |
| "Known You Forever"    | 2014 | —                             | Non-album singles                 |
| "Dynamite"             | 2017 | —                             | Don't Kill My Vibe vàSucker Punch |
| "I Don't Want to Know" | 2018 | —                             | Raw                               |
| "Focus (Bản thử)"      | 2018 | —                             | Raw                               |
| "Sight of You"         | 2019 | 30                            | Sucker Punch                      |

### Ca khúc khác (Được xếp trong bảng xếp hạng)
| Tên               | Năm phát hành | Vị trí cao nhất trên bảng xếp hạng | Album             |
| Tên               | Năm phát hành | SCO                                | Album             |
| ----------------- | ------------- | ---------------------------------- | ----------------- |
| "Everybody Knows" | 2017          | 97                                 | Liên minh Công Lý |

### Xuất hiện dưới tư cách khách mời
| Tên               | Năm phát hành | Album          |
| ----------------- | ------------- | -------------- |
| "Everybody Knows" | 2017          | Justice League |

### Đóng góp trong sáng tác nhạc
| Tên                             | Năm phát hành | Nghệ sĩ    | Album                     | Tham gia sáng tác | Đồng sáng tác                                        |
| ------------------------------- | ------------- | ---------- | ------------------------- | ----------------- | ---------------------------------------------------- |
| "Adrenaline" (featuring Olivia) | 2019          | Rudimental | Toast to Our Differences  | Đồng sáng tác     | Amir Izadkhah, Piers Aggett, Kesi Dryden, Leon Rolle |
| "Dip My Heart in Confetti"      | 2019          | Lxandra    | Another Lesson Learned EP | Đồng sáng tác     | Alexandra Lehti, Michelle Leonard, Nicholas Rebscher |

### Video âm nhạc
xxxxnhỏ|Một cảnh trong MV Plot Twist của Sigrid|324x324px]]
| Tên                               | Năm phát hành | Đạo diễn                                 |
| --------------------------------- | ------------- | ---------------------------------------- |
| "Don't Kill My Vibe"              | 2017          | J.A.C.K.                                 |
| "Plot Twist"                      | 2017          | Sigurd Fossen William Glandberger [ 59 ] |
| "Strangers"                       | 2017          | Ivana Bobic                              |
| "High Five"                       | 2018          | Ivana Bobic                              |
| "Sucker Punch"                    | 2018          | AB/CD/CD                                 |
| "Don't Feel Like Crying"          | 2019          | Zhang + Knight                           |
| "Mine Right Now"                  | 2019          | Max Siedentopf                           |
| "Mine Right Now" (Vertical Video) | 2019          | —                                        |

## Giải thưởng và đề cử
| Năm  | Tổ chức trao giải và đề cử                            | Giải thưởng                                                              | Tác phẩm             | Kết quả       | Ref.   |
| ---- | ----------------------------------------------------- | ------------------------------------------------------------------------ | -------------------- | ------------- | ------ |
| 2017 | P3 Gull                                               | Årets Nykommer (Nghệ sĩ mới của năm)                                     | Sigrid               | Bản mẫu:Thắng | [ 66 ] |
| 2017 | P3 Gull                                               | Årets Liveartist (Nghệ sĩ biểu diễn trực tiếp của năm)                   | Sigrid               | Đề cử         | [ 67 ] |
| 2017 | P3 Gull                                               | Årets Låt (Bài hát của năm)                                              | "Don't Kill My Vibe" | Đề cử         | [ 67 ] |
| 2018 | EBBA '18                                              | Emerging Artists – Na Uy                                                 | Herself              | Đoạt giải     | [ 68 ] |
| 2018 | Giải thưởng GAFFA Thụy Điển                           | Best Foreign New Act                                                     | Herself              | Đề cử         | [ 69 ] |
| 2018 | BBC                                                   | Bài hát của năm 2018                                                     | Herself              | Đoạt giải     | [ 70 ] |
| 2018 | MTV Nghệ sĩ mới ở Anh                                 | Brand New for 2018                                                       | Herself              | Đề cử         | [ 71 ] |
| 2018 | NME Awards 2018                                       | Best New Artist                                                          | Herself              | Đề cử         | [ 72 ] |
| 2018 | Spellemannprisen '17                                  | Årets Nykommer & Gramostipend (Newcomer of the Year & Gramo scholarship) | Herself              | Đoạt giải     | [ 73 ] |
| 2018 | Spellemannprisen '17                                  | Popsolist (Pop soloist)                                                  | Herself              | Đề cử         | [ 74 ] |
| 2018 | Spellemannprisen '17                                  | Årets Låt (Bài hát của năm)                                              | "Don't Kill My Vibe" | Đề cử         | [ 75 ] |
| 2018 | UK Music Video Awards                                 | Best Animation in a Video                                                | "Focus"              | Đề cử         | [ 76 ] |
| 2018 | UK Music Video Awards                                 | Nghệ sĩ tốt nhất                                                         | Sigrid               | Đề cử         | [ 76 ] |
| 2018 | MTV Video Music Awards                                | Push Artist of the Year                                                  | Sigrid               | Đề cử         | [ 77 ] |
| 2018 | MTV Europe Music Awards                               | Best Push Act                                                            | Sigrid               | Đề cử         | [ 78 ] |
| 2018 | MTV Europe Music Awards                               | Nghệ sĩ Na Uy xuất sắc nhất                                              | Sigrid               | Đề cử         | [ 79 ] |
| 2018 | P3 Gull                                               | Årets Liveartist (Live Artist of the Year)                               | Sigrid               | Đề cử         | [ 80 ] |
| 2018 | P3 Gull                                               | Årets Låt (Bài hát của năm)                                              | "Strangers"          | Đoạt giải     | [ 80 ] |
| 2019 | Spellemannprisen '18                                  | Årets Låt (Song of the year)                                             | "Strangers"          | Đề cử         | [ 81 ] |
| 2019 | Spellemannprisen '18                                  | Årets Musikkvideo (Video âm nhạc của năm)                                | "Sucker Punch"       | Đề cử         | [ 81 ] |
| 2019 | Spellemannprisen '18                                  | Popartist (Nghệ sĩ nhạc Pop xuất sắc)                                    | Sigrid               | Đề cử         | [ 81 ] |
| 2019 | Music Week Awards                                     | Music & Brand Partnership                                                | Sigrid               | Đề cử         | [ 82 ] |
| 2019 | Denmark GAFFA Awards                                  | Best Foreign New Act                                                     | Sigrid               | Đề cử         | [ 83 ] |
| 2019 | [[Gaffa (magazine)\|Giải thưởng GAFFA của Thụy Điển]] | Best Foreign Solo Act                                                    | Sigrid               | Đề cử         | [ 84 ] |
| 2019 | MTV Europe Music Awards                               | Best Norwegian Act                                                       | Sigrid               | Đoạt giải     | [ 85 ] |